# Odontites viscosus
Odontites viscosus ist eine halbparasitäre Pflanzenart aus der Gattung der Zahntroste (Odontites). 

## Beschreibung

### Vegetative Merkmale
Odontites viscosus ist eine aufrecht wachsende, meist stark verzweigte, einjährige, krautige Pflanze. Sie ist dicht drüsig behaart und klebrig. Die Behaarung besteht aus einfachen, 0,05 bis 0,5 mm langen, abstehenden oder rückwärts gebogenen Trichomen sowie 0,5 bis 1,5 mm langen Stieldrüsen mit mehrzelligem Stiel und kegelförmigen Köpfchen. Die Stängel werden an der Basis 2 bis 7 mm stark. Der vegetative Teil der Pflanze besteht aus zehn bis 30 Knoten, wovon aus fünf bis 15 (selten nur von zwei) Seitentriebe ausgehen. 
Die Laubblätter sind lanzettlich bis linealisch-lanzettlich geformt und zugespitzt. Sie erreichen eine Länge von 25 bis 80 mm und eine Breite von 2,5 bis 10 mm. Der Blattrand ist nach vorn hin mit zwei bis vier Zähnen besetzt oder ganzrandig. 

### Blütenstände und Blüten
Die Blütenstände bestehen aus sieben bis zwölf (selten bis 16) Blüten, die Hemmzone zwischen dem vegetativen Spross besteht aus einem bis fünf Knoten. Zu Beginn der Blütezeit stehen die Blüten kompakt und dichtblütig, die Blütenstände sind dann 1,5 bis 2,5 cm lang, zur Fruchtreife lockern sich die Blütenstände auf und erreichen eine Länge von bis zu 3,5 cm (selten auch bis 4 cm). Die Blüten sind von laubblattartig-schuppigen, ganzrandigen Tragblättern begleitet, die sich je nach Zugehörigkeit zu den Unterarten in Länge, Form und Behaarung unterscheiden. Die Aufblühreihenfolge der Blüten innerhalb eines Blütenstandes ist von der obersten Blüte zu den unteren Blüten hin.
Die Blüten sind vorweiblich (protogyn) und erreichen eine Länge von 5 bis 7 mm. Zu Beginn der Blütezeit misst der Kelch zwischen 2,5 und 3,5 mm, später verlängert er sich, so dass er an der Frucht bis zu 4,5 mm lang werden kann. Er ist bis fast auf die Hälfte geteilt und mehr oder weniger dicht mit einfachen Borstenhaaren und Stieldrüsen besetzt. Die Borstenhaare erreichen eine Länge von 0,1 bis 0,3 mm, die Stieldrüsen werden 0,1 bis 0,6 mm lang und enden in kegelförmigen Köpfchen, die aus bis zu 100 Zellen bestehen können. Die Krone ist meistens hellgelb gefärbt, aber auch schwefelgelbe oder selten purpurbraune Färbungen treten auf. Die Kronröhre ist nahezu halb so lang wie die gesamte Krone. Der Helm ist länger als die Unterlippe. Diese ist auf zwei Drittel oder auf nahezu der Hälfte ihrer Länge in drei Zipfel unterteilt, wobei der Mittelzipfel meist deutlich ausgerandet ist. 
Die vier Staubblätter ragen nur leicht aus der Krone hinaus, ihre Staubfäden sind papillös. Im rechten Winkel zu den Staubfäden stehen die Staubbeutel, von denen je zwei oder auch alle vier am oberen Ende durch Spiralhaare miteinander verfilzt sind. Die unteren Spitzen der Theken sind grannig zugespitzt und dorsal mit bis zu 0,4 mm langen, warzigen Barthärchen besetzt. Die Pollenkörner haben etwa eine Größe von 25 × 30,5 µm. Der zweifächrige Fruchtknoten bildet insgesamt vier Samenanlagen. Der Griffel ist meist im Helm verborgen und wird bis 4 mm lang, die Narbe ist kopfig.

### Früchte und Samen
Die Früchte sind umgekehrt eiförmige, meist deutlich ausgerandete Kapseln, die 2,8 bis 4,4 mm lang werden und im oberen Viertel mit 0,6 mm langen Haaren besetzt sind. Die Samen werden 1,5 bis 2 mm lang und 0,7 bis 1 mm breit.

## Verbreitung und Standorte
Die Art ist vom Norden Marokkos bis an die West- und Zentralalpen (Wallis) verbreitet. Die Art ist durch die starke drüsige Behaarung vor allem an halbschattige Standorte angepasst. Die Nominatform wächst in Höhenlagen zwischen 400 und 1300 m (selten auch 100 bis 1800 m).

## Systematik
Innerhalb der Art werden fünf oder sechs Unterarten unterschieden:
- Odontites viscosus subsp. viscosus
- Odontites viscosus subsp. australis (Boiss.) Jahand. & Maire: Sie kommt in Spanien, in Algerien und in Marokko vor.[1]
- Odontites viscosus subsp. eriopodus Litard. & Maire: Sie kommt in Algerien und in Marokko vor.[1]
- Odontites viscosus subsp. granatensis (Boiss.) Bolliger: Sie kommt in Spanien vor. Sie wird auch von manchen Autoren als eigene Art angesehen: Odontites granatensis Boiss.[1]
- Odontites viscosus subsp. hispanicus (Boiss. & Reut.) Rothm.: Sie kommt in Portugal und in Spanien vor.[1]
- Odontites viscosus subsp. lusitanicus Bolliger: Sie kommt nur in Portugal an küstennahen Standorten der Provinz Estremadura vor.